# Cœur de hareng

Cœur de hareng est un téléfilm français réalisé par Paul Vecchiali, tiré du roman de Pierre Lesou et diffusé dans la série télévisée Série noire le 26 mai 1984 sur TF1.

## Fiche technique
- Titre : Cœur de hareng
- Réalisation : Paul Vecchiali
- Musique : Roland Vincent
- Scénario : Richard Caron, Pierre Lesou, Paul Vecchiali
- Date de sortie : 1984
- Film français
- Format : Couleur
- Durée : 90 minutes

## Distribution
- Hélène Surgère : Nella
- Anouk Ferjac : la Moutonne
- Nicolas Silberg : Marly
- Pierre Blot : le barjot
- Stéphane Jobert : Max
- Roger Pigaut : Fernand
- Dora Doll : Renée
- Jean-Marc Alexandre : Rolf
- Armand Meffre : le vieux Marseillais
- Frédéric Pieretti : le maquereau corse
- Jean-François Bayonne : Vezzani
- Alain Berguig : l'Arabe
- Jacques Buron : Bastia
- Michel Delahaye : le toubib
- Chantal Delsaux : Criquet
- Monique Garnier : Michou
- Valérie Jeannet
- Anne Roussel
- Anne Turolla
- Aline Vigneau